# Eleição municipal de Campinas em 2004
A eleição municipal da cidade brasileira de Campinas em 2004 ocorreu entre os 3 e 31 de outubro do mesmo ano. A prefeita Izalene Tiene (PT) terminaria seu mandato em 1 de janeiro do ano seguinte. 
Como nenhum candidato atingiu 50+1% houve segundo turno entre Dr. Hélio (PDT) e Carlos Sampaio (PSDB) e nisso o médico venceu a eleição.

## Candidatos
|  | Nº | Candidato(a) a prefeito | Candidato(a) a prefeito                                 | Candidato(a) a vice-prefeito | Candidato(a) a vice-prefeito                                  | Coligação |
|  | -- | ----------------------- | ------------------------------------------------------- | ---------------------------- | ------------------------------------------------------------- | --- |
|  | 12 |                         | Dr. Hélio (PDT) Hélio de Oliveira Santos                |                              | Guilherme Campos (PFL) Guilherme Campos Junior                | Unidos por Campinas - Partido Democrático Trabalhista (PDT) - Partido do Movimento Democrático Brasileiro (PMDB) - Partido da Frente Liberal (PFL) |
|  | 13 |                         | Luciano Zica (PT) Eustáquio Luciano Zica                |                              | Sônia Novaes Moraes (PT) Sônia Helena Novaes Guimarães Moraes | Campinas Democrática-Popular - Partido dos Trabalhadores (PT) - Partido Comunista Brasileiro (PCB) - Partido Verde (PV) - Partido Comunista do Brasil (PCdoB) |
|  | 16 |                         | Sílvia Ferraro (PSTU) Sílvia Andréa Ferraro             |                              | Marcos Margarido (PSTU) Marcos Margarido                      | Sem coligação - Partido Socialista dos Trabalhadores Unificado (PSTU) |
|  | 22 |                         | Fernando Quércia (PL) Orestes Fernando Corssini Quércia |                              | Fernando Piffer (PL) Fernando Sérgio Piffer                   | Por Campinas e por Você - Partido Liberal (PL) - Partido Social Liberal (PSL) - Partido Trabalhista do Brasil (PTdoB) |
|  | 27 |                         | Ricardo Xavier (PSDC) Ricardo Xavier de Souza           |                              | Eduardo Nasser (PRTB) Eduardo Nasser                          | Campinas Voltará a Brilhar - Partido da Social Democrata Cristão (PSDC) - Partido Renovador Trabalhista Brasileiro (PRTB) |
|  | 29 |                         | Josias Abom (PCO) Josias da Silva Caetano               |                              | João Dorta (PCO) João André Dorta Silva                       | Sem coligação - Partido da Causa Operária (PCO) |
|  | 40 |                         | Jonas Donizette (PSB) Jonas Donizette Ferreira          |                              | Carlos Santoro (PSB) Carlos Augusto Santoro                   | Sem coligação - Partido Socialista Brasileiro (PSB) |
|  | 45 |                         | Carlos Sampaio (PSDB) Carlos Henrique Focesi Sampaio    |                              | David Zaia (PPS) David Zaia                                   | Compromisso com Campinas - Partido da Social Democracia Brasileira (PSDB) - Partido Progressista (Brasil) (PP) - Partido Trabalhista Brasileiro (PTB) - Partido Trabalhista Nacional (PTN) - Partido Social Cristão (PSC) - Partido Popular Socialista (PPS) - Partido dos Aposentados da Nação (PAN) - Partido Humanista da Solidariedade (PHS) - Partido da Mobilização Nacional (PMN) - Partido Trabalhista Cristão (PTC) - Partido Republicano Progressista (PRP) - Partido de Reedificação da Ordem Nacional (PRONA) |

## Resultados da eleição para prefeito
| 1º Turno 3 de outubro de 2004 | 1º Turno 3 de outubro de 2004 | 1º Turno 3 de outubro de 2004 | 1º Turno 3 de outubro de 2004 |
| Candidato(a)                  | Vice                          | Votação                       | Votação                       |
| Candidato(a)                  | Vice                          | Total                         | Porcentagem                   |
| ----------------------------- | ----------------------------- | ----------------------------- | ----------------------------- |
| Carlos Sampaio (PSDB)         | Davi Zaia (PPS)               | 203.248                       | 39,85%                        |
| Dr. Hélio (PDT)               | Guilherme Campos (PFL)        | 115.402                       | 22,63%                        |
| Luciano Zica (PT)             | Sônia Novaes Moraes (PT)      | 109.949                       | 21,56%                        |
| Jonas Donizette (PSB)         | Carlos Santoro (PSB)          | 53.899                        | 10,57%                        |
| Fernando Quércia (PL)         | Fernando Piffer (PL)          | 14.482                        | 2,84%                         |
| Ricardo Xavier (PSDC)         | Eduardo Nasser (PRTB)         | 6.283                         | 1,23%                         |
| Sílvia Ferraro (PSTU)         | Marcos Margarido (PSTU)       | 3.743                         | 0,73%                         |
| Josias Abom (PCO)             | João Dorta (PCO)              | 3.019                         | 0,59%                         |
| Total de votos válidos        | Total de votos válidos        | 510.025                       | 100,00%                       |
| Votos apurados                |                               |                               |                               |
| Votos válidos                 | Votos válidos                 | 510.025                       | 91,07%                        |
| Votos em branco               | Votos em branco               | 15.463                        | 2,76%                         |
| Votos nulos                   | Votos nulos                   | 34.531                        | 6,17%                         |
| Total de votos apurados       | Total de votos apurados       | 560.019                       | 100,00%                       |
| Eleitores                     |                               |                               |                               |
| Comparecimento                | Comparecimento                | 560.019                       | 83,30%                        |
| Abstenções                    | Abstenções                    | 112.298                       | 16,70%                        |
| Total de eleitores            | Total de eleitores            | 672.317                       | 100,00%                       |
| Segundo turno                 |                               |                               |                               |

| 2º Turno 31 de outubro de 2004 | 2º Turno 31 de outubro de 2004 | 2º Turno 31 de outubro de 2004 | 2º Turno 31 de outubro de 2004 |
| Candidato(a)                   | Vice                           | Votação                        | Votação                        |
| Candidato(a)                   | Vice                           | Total                          | Porcentagem                    |
| ------------------------------ | ------------------------------ | ------------------------------ | ------------------------------ |
| Dr. Hélio (PDT)                | Guilherme Campos (PFL)         | 258.456                        | 52,63%                         |
| Carlos Sampaio (PSDB)          | Davi Zaia (PPS)                | 232.643                        | 47,37%                         |
| Total de votos válidos         | Total de votos válidos         | 491.099                        | 100,00%                        |
| Votos apurados                 |                                |                                |                                |
| Votos válidos                  | Votos válidos                  | 491.099                        | 91,34%                         |
| Votos em branco                | Votos em branco                | 11.475                         | 2,13%                          |
| Votos nulos                    | Votos nulos                    | 35.108                         | 6,53%                          |
| Total de votos apurados        | Total de votos apurados        | 537.682                        | 100,00%                        |
| Eleitores                      |                                |                                |                                |
| Comparecimento                 | Comparecimento                 | 537.682                        | 79,97%                         |
| Abstenções                     | Abstenções                     | 134.635                        | 20,03%                         |
| Total de eleitores             | Total de eleitores             | 672.317                        | 100,00%                        |
| Eleito(a)                      |                                |                                |                                |